# Arroyo Cacao, San Felipe Jalapa de Díaz
Arroyo Cacao är en ort i Mexiko.   Den ligger i kommunen San Felipe Jalapa de Díaz och delstaten Oaxaca, i den sydöstra delen av landet, 300 km sydost om huvudstaden Mexico City. Arroyo Cacao ligger 107 meter över havet och antalet invånare är 201.
Terrängen runt Arroyo Cacao är varierad. Runt Arroyo Cacao är det ganska glesbefolkat, med 39 invånare per kvadratkilometer. Närmaste större samhälle är Isla Soyaltepec, 13,9 km norr om Arroyo Cacao. Omgivningarna runt Arroyo Cacao är en mosaik av jordbruksmark och naturlig växtlighet.